# O Sistema e o Antissistema: Três Ensaios, Três Mundos no Mesmo Mundo
O Sistema e o Antissistema: Três Ensaios, Três Mundos no Mesmo Mundo é um livro do ambientalista, filósofo e líder indígena brasileiro Ailton Krenak, da escritora, educadora e ativista afro-indígena Helena Silvestre, e de sociólogo e professor Boaventura de Sousa Santos. A obra nasce da perspectiva da ecologia de saberes, construída a partir de três experiências singulares que refletem as trajetórias particulares de seus autores. É uma produção que convida a pensar criticamente sobre os fundamentos que sustentam o Estado colonial.

## Desenvolvimento
A história do livro começa com um artigo intitulado “O sistema e o antissistema” do sociólogo Boaventura de Sousa Santos, publicado em 2021 no Jornal de Letras e Ideias, no qual ele expressa sua preocupação com o avanço da extrema-direita no mundo. 
Algum tempo depois, sua amiga Helena Silvestre entrou em contato com ele. Após ler o artigo, compartilhou que tinha uma visão bastante distinta sobre o tema. A partir disso, Boaventura a incentivou a escrever sobre o assunto, convite que ela aceitou de imediato. Seu texto oferece uma perspectiva diferente, moldada por sua vivência nas periferias da Zona Sul de São Paulo.
A essas duas visões somou-se uma terceira, a de Ailton Krenak. Krenak contribuiu com reflexões inspiradas na luta dos povos originários e em seu ansejo por imaginar um mundo coletivo, onde as diferenças sejam fonte de riqueza para a vida e onde os saberes construídos ao longo de sua trajetória ganhem centralidade — como ele mesmo aponta em sua apresentação.